# Janusz Karpiński
Janusz Karpiński, pseud. „Okrzeja” (ur. 6 czerwca 1921 w Radomiu, zm. 30 kwietnia 2017) – polski nauczyciel oraz działacz podziemia niepodległościowego w czasie II wojny światowej w ramach Szarych Szeregów.

## Życiorys
Urodził się w 1921 w Radomiu, zaś w 1933 osiadł wraz z rodziną w Łowiczu. W 1936 przystąpił do Związku Harcerstwa Polskiego. Był przybocznym w 49. Kolejowej Drużynie Harcerskiej w Łowiczu. Po wybuchu II wojny światowej w trakcie polskiej wojny obronnej pełnił służbę wartowniczą w 10 Pułku Piechoty. W okresie okupacji niemieckiej był organizatorem w Łowiczu, Polskiej Organizacji Skautowej, stając na czele jej komendy powiatowej. W 1942 jego oddział wszedł w skład Szarych Szeregów, a sam Karpiński przejął kierownictwo wywiadu i kontrwywiadu na terenach kolejowych w Łowiczu, tworząc również pluton dywersyjny. W czerwcu 1944 został aresztowany przez gestapo wraz ze swoim bratem i następnie więziony był w Łowiczu, na warszawskim Pawiaku oraz w niemieckim-nazistowskim obozie koncentracyjnym Groß-Rosen. Po wyzwoleniu powrócił na krótko w 1946 do Łowicza, a następnie wyjechał do Węglińca. Był dyrektorem Szkół Medycznych w Zgorzelcu. W 2004 został wyróżniony tytułem Honorowego Obywatela Łowicza.

## Wybrane odznaczenia
- Krzyż Oficerski Orderu Odrodzenia Polski[1]